# Antonio Quarracino
Antonio Quarracino (ur. 8 sierpnia 1923 w Pollica, diecezja Vallo della Lucania, Włochy, zm. 28 lutego 1998 w Buenos Aires) – argentyński duchowny katolicki pochodzenia włoskiego, arcybiskup Buenos Aires i przewodniczący Konferencji Episkopatu Argentyny, kardynał, prymas Argentyny.

## Życiorys
Jako małe dziecko emigrował z rodziną z Włoch do Argentyny. Studiował w seminarium Św. Józefa w La Plata. Przyjął święcenia kapłańskie 22 grudnia 1945 w Lujan i został inkardynowany do diecezji Mercedes. Pracował jako wykładowca seminarium w Mercedes, sekretarz kurii diecezjalnej, asesor kościelny Młodzieżowej Akcji Katolickiej i radca diecezjalny; wykładał także na Pontyfikalnym Uniwersytecie Katolickim Santa Maria de los Buenos Aires.
3 lutego 1962 został mianowany biskupem Nueve de Julio, przyjął sakrę biskupią 8 kwietnia 1962 w Mercedes z rąk Anunciado Serafiniego (biskupa Mercedes). Brał udział w obradach Soboru Watykańskiego II (1962–1965). 3 sierpnia 1968 został przeniesiony na stolicę biskupią Avellaneda. W latach 1979–1982 był sekretarzem generalnym, a 1982–1987 przewodniczącym Rady Episkopatów Latynoamerykańskich CELAM. Brał udział w obradach sesji Światowego Synodu Biskupów w Watykanie (1980, 1983, 1985).
18 grudnia 1985 został promowany na arcybiskupa La Plata, a 20 listopada 1990 mianowany arcybiskupem Buenos Aires (zastąpił kardynała Juana Carlosa Aramburu). Został jednocześnie ordynariuszem dla wiernych rytów orientalnych w Argentynie (pozbawionych własnego ordynariusza); w latach 1990–1996 był przewodniczącym Konferencji Episkopatu Argentyny.
28 czerwca 1991 został wyniesiony przez papieża Jana Pawła II do godności kardynalskiej, otrzymał tytuł prezbitera S. Maria della Salute a Primavalle. Od grudnia 1993 był członkiem Rady Kardynalskiej ds. Problemów Organizacyjnych i Ekonomicznych Stolicy Świętej.